# Нахські мови
Нахські мови (інг. нахчийн муотт) — гілка нахсько-дагестанських мов. Варіанти назви: вайнахські, вейнахські, чечено-інгушські, кістінські, кістінсько-бацбійські, бацбійсько-кістінські мови.
| Мовознавство | Це незавершена стаття з мовознавства. Ви можете допомогти проєкту, виправивши або дописавши її. |